# 五條紋鸚竺鯛
五條紋鸚竺鯛（學名：Ostorhinchus quinquestriatus），又稱五條紋鸚天竺鯛，為輻鰭魚綱鈎頭魚目天竺鯛科鸚竺鯛屬下的一個種，分布於西印度洋馬爾地夫海域，深度55至66公尺，本魚體呈橢圓形，體稍側扁，頭大、眼大、口大且斜裂，頜齒細小，前鰓蓋骨邊緣有鋸齒，鰓蓋骨後緣棘不發達，體被弱櫛鱗，體側有4條狹窄深色條紋，第一條從頸背沿第一和第二背鰭基部延伸，第二條從眼上方延伸至尾柄上部，第三條從眼沿側線鱗片延伸至尾柄前逐漸褪色，第四條中側從吻端前端到尾鰭末端，背鰭2個，尾鰭凹入，背鰭硬棘8枚、背鰭軟條9枚、臀鰭硬棘2枚、臀鰭軟條8枚，體長可達5.2公分，棲息在礁石區，夜間活動，屬肉食性，繁殖期時，雄魚具有口孵習性，卵約7日化成仔魚，由雄魚吐出，具短暫的仔魚飄浮期，生活習性不明。